# ユユツ

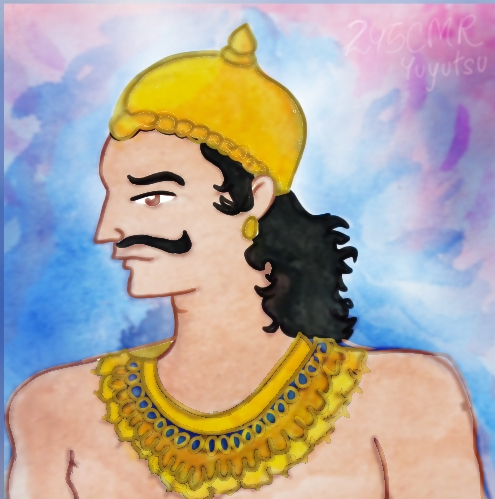
現代の水彩画

ユユツ（サンスクリット: युयुत्सु）は、古代インドの叙事詩『マハーバーラタ』の登場人物である。ドリタラーシュトラ王とヴァイシャの侍女の間の息子であり、ドゥルヨーダナら100人のカウラヴァの異母兄弟である。ドリタラーシュトラの王子の内で、彼だけがクルクシェートラの戦いで生き残る。

## 語源
サンスクリット語では、「ユユツ」という名前は「यु」と「उत्सु」の2つの言葉が組み合わされている。前の単語の元の単語は「युध्」で「戦争」を意味し、後の単語の元の単語は「उत्सुकता」で「準備完了」を意味する。彼の出自から派生した「ドリタラーシュトラの息子」、「ヴァイシャの息子」などのいくつかの別名もある。

## 伝説

### 出生
ドリタラーシュトラは、ガーンダーリー王后が長い間妊娠しているものの出産の兆しがないことを恐れて、侍女との間にユユツを儲けた。ユユツはガーンダーリーの長男であるドゥルヨーダナ、およびパーンダヴァ五兄弟の次男であるビーマと同時に生まれ、ドゥフシャーサナやドゥフシャラーなどの他のクル族兄弟の成員よりも年上である 。

### クルクシェートラの戦いとその前後
ユユツは、邪悪な状況で生まれたが、正義の道を選び、道徳を重んじる戦士と見なされている。ダルマに従うために、彼は何度も一族と反目した。カウラヴァはパーンダヴァに対して敵対的だが、ユユツは他のカウラヴァとは異なり、パーンダヴァに対して悪意はなく、カウラヴァの陰謀を憎んでいる。カウラヴァがビーマを毒殺しようとしたとき、ユユツはビーマに知らせ、ビーマの命を救う 。ユユツと同様にカウラヴァのヴィカルナも兄弟の行動を嫌っていたが、家族への忠誠心から、カウラヴァの側で戦って戦死する 。
クルクシェートラの戦いの前夜、パーンダヴァの長男であるユディシュティラは、カウラヴァの陣営に行き離反者を募る。このとき、ユユツは離反してパーンダヴァ側に移る。戦争中、彼だけで72万の兵士に匹敵する働きをした。同時に、パーンダヴァにカウラヴァの策略などの情報を提供する。最終的に、彼は戦争で死ななかったわずか11人のうちの1人である 。
クルクシェートラの戦いが終って、クリシュナが亡くなり、カリ・ユガが始まると、パーンダヴァ五兄弟は現世を離れて天国に行くことを望む。その中で、ユユツに王国の監督が委ねられ、アルジュナの孫でアビマニユの息子であるパリークシットが王になる。